# Falcão (Futsalspieler)
Falcão, bürgerlich Alessandro Rosa Vieira (* 8. Juni 1977 in São Paulo), ist ein  ehemaliger brasilianischer Fußball- und Futsalspieler. Er ist ein erfolgreicher Torschütze der brasilianischen Futsal-Nationalmannschaft und wurde von der FIFA mehrfach zum weltweit besten Futsal-Spieler gekürt.

## Leben
Alessandro Rosa Vieira wuchs in der brasilianischen Großstadt São Paulo auf, wo er bereits als Kind begann, auf der Straße Fußball zu spielen. Interessanter erschien ihm jedoch Futsal, da er dabei mehr Ballkontakt hatte. Sein Spitzname erinnert an Paulo Roberto Falcão, einen in den 1970ern und 1980ern erfolgreichen brasilianischen Fußballspieler.
Falcão ist für seine auffälligen und wirksamen Dribblings und einen kraftvollen und präzisen linken Fuß bekannt. Seine Körpergröße beträgt 1,77 m und er wiegt 74 kg.
Falcão begann seine Fußballkarriere bei den Corinthians São Paulo im Jahr 1992. Sein großes Talent brachte ihm bereits mit 17 Jahren einen Platz in der brasilianischen Futsal-Nationalmannschaft ein. In 150 Spielen für die Futsal-Nationalmannschaft von Brasilien erzielte Falcão 200 Tore. 2010 erreichte er die Treffermarke von 279, mit der er den bisherigen brasilianischen Futsal-Torschützenkönig Manoel Tobias um ein Tor übertraf.
Beim FIFA Futsal World Cup 2004 und 2008 wurde Falcão von der FIFA mit dem Goldenen Ball von adidas zum weltweit besten Futsal-Spieler gekürt. 2004 schoss er dabei 13 Tore, was ihn gleichzeitig zum Torschützenkönig machte, 2008 traf er 15 mal. Mittlerweile ist er mit 48 Toren und 34 Spielen bei fünf Turnieren auch Rekordspieler in beiden Kategorien dieses Turnieres.
Falcão versuchte mehrmals erfolglos, im konventionellen Fußball Fuß zu fassen. Nachdem er die erste Hälfte des Jahres 2005 beim São Paulo Futebol Clube gespielt hatte, kehrte Falcão jedoch zum Futsal zurück, da ihn der Trainer Émerson Leão dort nur in 6 von 21 Spielen eingesetzt hatte. Er spielte dann bei Malwee/Jaraguá, einem Team aus Jaraguá do Sul und gewann die Liga Futsal (brasilianischen Futsal-Meisterschaft) im Jahr 2005. Im Jahr 2008 verhalf er der brasilianische Futsal-Nationalmannschaft zum Gewinn des vierten FIFA Futsal World Cup Titels.
2012 wechselte Falcão vom Santos FC Futsal zum ADC Intelli in Orlândia, São Paulo, mit dem er einen Einjahresvertrag bis Dezember hat.
Falcão gehört zu den bestbezahlten Futsalspielern der Welt. So verdiente er bei dem Verein Malwee/Jaraguá ca. 25.000 US-Dollar monatlich. Zu seinen weiteren Einnahmequellen gehören Werbespots und seine Firma Falcao Sport, über die er Futsalschulen unterhält und eine eigene Kleidungsmarke vertreibt. Falcão ist verheiratet und hat zwei Söhne.

## Erfolge

### Erfolge (Verein)
- Young Guns Club Brunswick West 1998 - 2009
- Club World Championship: 2000
- South-American Championship: 2001, 2004
- Liga Nacional de Futsal: 1999, 2005, 2007, 2008, 2010, 2011, 2012
- Brazilian Club Cup: 1998, 2003, 2004
- São Paulo City Cup: 1995, 1998, 2002
- Paulista Championship: 1995, 1997, 2000, 2001
- Mineiro Championship: 1999
- Catarinense Championship: 2003
- Metropolitan Championship: 1997, 1998, 1999, 2000, 2001
- Topper São Paulo Cup: 1997, 2001
- Fußball: Gewinn der Staatsmeisterschaft von São Paulo und der Copa Libertadores 2005, mit dem FC São Paulo.

### Erfolge (Nationalmannschaft)
- Futsal Mundialito: 2001
- Nations Cup: 2001
- RJ International Cup: 1998
- American Cup: 1998 and 1999
- South American Championship: 2000
- Latin Cup: 2003
- Tigers 5 – Singapore: 1999
- Egypt Tournament: 2002
- Thailand Tournament: 2003
- Panamerikanische Spiele: 2007
- Grand Prix de Futsal: 2005, 2006, 2007, 2008 and 2011
- KL World 5's – Malaysia: 2008
- Futsal-Weltmeisterschaft: 2008, 2012